# Anaxagorea inundata
Anaxagorea inundata är en kirimojaväxtart som beskrevs av Paul Edward Berry och R. B. Miller. Anaxagorea inundata ingår i släktet Anaxagorea och familjen kirimojaväxter. Inga underarter finns listade i Catalogue of Life.